# 울산광역시의 시내버스
울산광역시의 시내버스는〈여객자동차운수사업법〉과 그 시행령에 의해 주로 울산광역시 일원을 운행하는 시내버스의 체계이다.
지역적으로 울산광역시를 그 범위로 하고 있으나 일부 부산광역시 기장군과 부산 금정구, 경상남도 양산시, 경상북도 경주시까지 운행하기도 한다. 그러나 그 수가 많지 않다.
대개 울산광역시의 시내버스는 급행버스, 도시형버스와 좌석버스, 지선버스를 모두 통칭한다.

## 현황
- 업체 : 총 21개 업체(공항버스,시티투어버스 업체 제외)
- 노선 : 183개 노선(2022년 12월 현재)
  - 리무진(급행) 5개 / 직행좌석 9개 / 일반 100개 / 지선 40개 / 마을 19개 / 마실 10개

울산광역시의 시내버스는 준공영제가 시행되지 않았지만, 울산시와 울산군이 통합하기 이전 울산시의 업체들은 1983년에 공동운수협의회를 결성하여 공동으로 배차하여 수입금을 나누고 있다. 그러나 공동배차는 서비스 경쟁 미흡, 담합의 가능성, 노선에 대한 책임의식 실종, 복잡한 스케줄로 인한 버스 기사의 노선숙지 미흡 등 여러 가지 문제가 발생하여 울산시는 단독배차제를 지속적으로 추진하고 있다. 이전의 울산군지역의 노선과 지선, 마을버스는 단독배차를 시행하고 있고, 경진여객의 폐업과 유진버스의 설립을 계기로 단독배차하는 노선이 조금씩 늘어나고 있다. 이후 2019년 1월 1일부로 중형은 전부 단독배차로 바뀌었으며 같은해 7월 1일 부로 전 노선이 단독배차를 하게 되었다.

### 운임 체계
울산광역시의 시내버스 요금은 마이비카드, 티머니, 이비카드, 한페이, 하나로카드, 후불교통카드(국민카드, 롯데카드, 현대카드)와 승차권, 현금으로 지불할 수 있다.

#### 시내버스의 운임
울산 시내버스의 운임은 거리에 관계 없이 일괄적으로 동일한 요금을 수수하고 있다. 단, 부산 구간은 시계외 요금을 추가로 징수한다.(715번 제외) 교통카드를 이용하면 현금 지불액의 5%를 할인한다.
2015년 5월 15일부터 종전의 신분제를 폐지하고 연령제를 적용하여 어린이(만7세~12세), 청소년(만13세~18세), 성인(만19세 이상)을 기준으로 할인요금이 적용된다. 단, 기준연령을 초과해도 초등학교 재학생은 어린이 운임을, 중·고등학교 재학생은 청소년 운임이 적용된다.
2023년 8월 1일부터 인상된 요금이 적용된다. 
|                  |                  | 성인    | 성인    | 청소년  | 청소년  | 어린이  | 어린이  |
| 결제수단         | 결제수단         | 현금    | 카드    | 현금    | 카드    | 현금    | 카드    |
| ---------------- | ---------------- | ------- | ------- | ------- | ------- | ------- | ------- |
| 리무진(급행)버스 | 리무진(급행)버스 | 4,000원 | 3,900원 | 3,200원 | 3,000원 | 3,200원 | 3,000원 |
| 직행좌석버스     | 직행좌석버스     | 2,500원 | 2,300원 | 2,000원 | 1,800원 | 1,500원 | 1,400원 |
| 일반버스         | 일반버스         | 1,600원 | 1,500원 | 1000원  | 950원   | 600원   | 550원   |
| 지선버스         | 지선버스         | 1,100원 | 1,000원 | 800원   | 750원   | 500원   | 450원   |

#### 시계외요금
시 경계를 벗어나는 구간을 이용하는 경우 시계외요금을 추가로 징수하는데, 1995년 5월 5일에 울주군 구간, 2011년 7월 15일에 양산시 웅상 구간 시계외요금이 폐지되어 현재는 부산방향으로 가는 1127번(농소차고지 ~ 부산 노포역), 1137번(태화강역 ~ 부산 노포역), 1147번(농소차고지 ~ 부산 노포역)만 추가로 징수한다. 추가요금과 합산한 요금은 다음과 같다.
울산(농소·태화강역 ~ 상대마을), 웅상(웅비공업지구 ~ 덕계시장), 부산(금정체육공원, 노포역) 3개구간으로 나누어 울산↔웅상과 부산↔웅상은 기본요금, 울산↔부산은 시계외요금을 징수한다.
|            |            | 성인    | 성인    | 청소년  | 청소년  | 어린이  | 어린이  |
| 결제수단   | 결제수단   | 현금    | 카드    | 현금    | 카드    | 현금    | 카드    |
| ---------- | ---------- | ------- | ------- | ------- | ------- | ------- | ------- |
| 기본요금   | 기본요금   | 2,500원 | 2,300원 | 2,000원 | 1,800원 | 1,500원 | 1,400원 |
| 시계외요금 | 시계외요금 | 3,100원 | 2,900원 | 2,500원 | 2,200원 | 1,700원 | 1,700원 |

#### 마을버스의 운임
2019년 1월 1일부터 모든 마을버스 요금이 동일하다. 
| 성인    | 성인    | 청소년 | 청소년 | 어린이 | 어린이 |
| 현금    | 카드    | 현금   | 카드   | 현금   | 카드   |
| ------- | ------- | ------ | ------ | ------ | ------ |
| 1,100원 | 1,000원 | 800원  | 750원  | 500원  | 450원  |

### 무료환승 제도
울산의 무료환승제도는 다음과 같은 규칙에 의해 무료로 환승할 수 있다.
1. 교통카드(마이비카드, 하나로카드, 이비카드, 한페이, 티머니카드와 후불교통카드) 이용자만 환승 혜택을 받을 수 있음. 그래도 환승을 하지 않을 경우 하차단말기에 카드를 접촉하여야 함.
2. 최초로 탑승한 차량의 하차단말기에 접촉한 후 40분 이내 횟수에 제한이 없이 무료환승 가능.단 첫 탑승번호를 기준으로 함
  - 일부 농어촌지역 버스는 60분 이내 환승 가능 : 50, 51, 52, 53, 60, 61, 62, 308, 313, 318, 323, 328, 338, 802, 817, 943, 951, 952, 953, 954, 955
3. 환승시 이용한 모든 차량 중 최고 금액을 부담.
4. 단, 좌석버스, 리무진(급행)의 경우 환승 시마다 요금에서 일반 버스의 요금을 제외한 요금을 부담.
5. 좌석버스, 일반버스, 지선버스, 마을버스와 리무진(급행)버스 환승 시, 최대 일반버스 운임 할인.
6. 동일 노선을 이용하는 경우 환승 혜택을 받을 수 없음.
7. 부산, 양산 등 타 지역 소속의 버스와는 환승 불가(양산 2100번, 2300번 등).
8. 한장의 교통카드로 다인승 환승 가능 (30명 이하 가능. 2018.03.01일 자로 가능함)

### 노선

#### 노선의 종류
- 리무진(급행)버스 : 리무진(급행)버스는 울산광역시 시내의 주요 교통 결절점과 경부고속철도 울산역을 연결하는 버스이다.
- 일반버스 : 일반버스는 울산 시내의 주요 교통 결절점을 연결하는 역할을 하는 버스이다. 몬드리안 도색[※ 1]이 되어 있다.
- 좌석버스 : 좌석버스는 울산 시내의 주요 교통 결절점 및 시외 지역을 연결하는 버스이다. 적/청의 혼합 도색이 되어 있다. 2013년 1137번을 시작으로 직행좌석 또는 일반버스로 전환되어 2015년 6월 8일 1104번 폐지를 마지막으로 좌석버스노선은 사라졌다.
- 직행좌석버스 : 울산의 좌석버스는 요금은 일반버스보다 비싼 반면 승차감이나 정류장 수는 같아 시민들에게 외면받아왔다. 이를 개선하기 위해 차량을 고급화하고 정류장 수를 줄인 직행좌석버스를 도입하여 2013년 5월 1일부터 1137번에 시범운영한다. 이에 따라 1137번이 정차하는 정류장 수는 40%가량 줄어들고 시내구간 요금은 24.6%, 시계외구간은 25%인상되었다. 이후 모니터링을 통해 다른 좌석버스노선도 직행좌석버스로 전환할 예정이다.[1] 2013년 9월 7일부로 1127번이 직행좌석버스로 전환되었다.
- 지선버스 : 지선버스는 일반버스와 좌석버스가 운행하지 않는 주거지 일대를 비교적 단거리로 운행하는 버스이다. 청색 도색이 되어 있으며, 수소연료전지버스에 밀려 울산광역시에서는 보기 드문 플러그인식 전기버스가 조금씩 도입되어 운행하고 있다.
- 마을버스 : 마을버스는 위의 버스들이 운행하지 않는 지역을 비교적 단거리로 운행하는 버스이다. 위의 유형에 비해 운영 주체가 소규모이다. 도색 통합으로 연두색을 기본으로 한 도색이 되어있다.(일부 차량 제외)

#### 노선 번호 체계
현재의 번호 체계는 2003년 8월 15일부터 시행한 것으로, 이전에는 시내노선은 한자리 또는 두자리, 좌석버스는 100번대 번호가 부여되었고, 1995년 시·군 통합으로 전환된 옛 울산군지역 노선은 일반버스는 300번대, 좌석버스는 500번대나 600번대 번호가 부여되어있었다.
현재 울산광역시의 시내버스는 기·종점별로, 유형별로 번호 체계를 통해 매겨져 있다.
| 종별         | 첫째 자리 번호       | 둘째 자리 번호       | 셋째 자리 번호   | 넷째 자리 번호   |
| ------------ | -------------------- | -------------------- | ---------------- | ---------------- |
| ■ 도시형버스 | 출발 지역의 번호     | 일련 번호(0~)        | 도착 지역의 번호 | (없음)           |
| ■ 좌석버스   | 1                    | 출발 지역의 번호     | 일련 번호(0~)    | 도착 지역의 번호 |
| ■ 급행버스   | 50                   | 50                   | 일련 번호(01~)   | 일련 번호(01~)   |
| ■ 지선버스   | 9                    | 버스가 운행되는 지역 | 일련 번호(0~)    | (없음)           |
| ■ 마을버스   | 버스가 운행되는 지역 | 일련 번호(0~)        | (없음)           | (없음)           |

##### 기종점 번호
일반·좌석버스 기종점 번호
| 번호 | 방향                                                 | 기종점 |
| ---- | ---------------------------------------------------- | --- |
| 1번  | 동구, 북구(염포동, 양정동, 강동동)                   | 꽃바위공영차고지,대왕암공원, 벽산유토피아, 신명휴게소, 대안동, 강동산하푸르지오                           |
| 2번  | 북구(염포동, 양정동, 강동동, 명촌동 제외)            | 농소공영차고지, 연암차고지, 송정동, 천곡동, 매곡동, 달천동, 경주 모화역                                   |
| 3번  | 울주군 서부(범서읍, 언양읍, 삼남면, 상북면)          | 삼남(신화)차고지, 울산역, 석남사, 통도사, 천상중학교, 울산과학기술원, 들꽃학습원                          |
| 4번  | 울주군 서남부(청량읍 율리·삼정리, 웅촌면)            | 율리공영차고지, 쌍용하나빌리지, 검단, 산현, 한솔그린빌A, 웅상 덕계시장, 부산 노포역                       |
| 5번  | 울주군 동남부(청량읍 덕하리, 온양읍, 온산읍, 서생면) | 덕신리, 덕하리, 웅상 용당동(내광경유), 남부노인복지회관, 간절곶, 기장 월내리                              |
| 6번  | 남구(야음장생포동, 용연동)                           | 변전소, 장생포(직업전문학교), 용연, 울산항                                                                |
| 7번  | 남구(삼산동), 북구(명촌동)                           | 태화강역, 평창리비에르                                                                                    |
| 8번  | 기타                                                 | 성안동, 장현동, 봉계리, 은편리, 소호리(태종), 통도사(일반), 경주 녹동리(대신), 척과리(반용), 석남사(일반) |

자치단체 번호
| 번호     | 지역   |
| -------- | ------ |
| 1번      | 중구   |
| 2번, 7번 | 남구   |
| 3번      | 동구   |
| 4번, 9번 | 북구   |
| 5번      | 울주군 |

마을버스는 1번부터 4번까지는 지선버스와 동일하다. 그러나 5번은 남울주(온산·온양·서생), 6번은 서울주(웅촌·삼남)이번.

##### 예외 항목
단, 일부 노선은 기.종점 번호에 부합하지 않는데, 노선 개편 등을 통해 기.종점이 변경되면서 이러한 노선들이 많아졌다.

노선번호 : 기점(지역번호) - 종점(지역번호)

- 106번 : 꽃바위(1) - 덕하차고지(5)[※ 2]
- 126번 : 꽃바위(1) - 덕하차고지(5)[※ 3]
- 206번 : 농소차고지(2) - 덕하차고지(5)[※ 4]
- 216번 : 농소차고지(2) - 덕하차고지(5)[※ 5]
- 411번 : 태화강역(7) - 신명휴게소(1)[※ 6]
- 421번 : 태화강역(7) - 대안(1)[※ 7]
- 426번 : 덕하차고지(5) - 변전소(6)[※ 8]
- 453번 : 율리(4) - 달천회관(2)
- 712번 : 율리(4) - 모화(2)[※ 9]
- 713번 : 태화강역(7) - 쌍용하나빌리지(4)
- 714번 : 농소차고지(2) - 덕계(4)[※ 10]
- 718번 : 덕하차고지(5) - 반용(8)[※ 11]
- 733번 : 덕하차고지(5) - 울산과기원(3)[※ 12]
- 808번 : 태화강역(7) - 직업전문학교(6)
- 857번 : 양우내안애(8) - 덕하차고지(5)[※ 13]
- 1127번 : 농소차고지(2) - 부산노포동(4)
- 1137번 : 태화강역(7) - 부산노포동(4)
- 1147번 : 농소차고지(2) - 부산노포동(4)

#### 인접 시·군 노선
| 지역 | 노선                           |
| ---- | ------------------------------ |
| 경주 | 150 · 160 · 355 · 500          |
| 부산 | 기장3 · 37 · 180               |
| 양산 | 13 · 2100 · 2300 · 3000 · 3100 |

- 경주시내버스 355(경주~건천~산내~언양)·500(경주~내남~봉계)

모두 경주시와 경주군(월성군)을 연결하는 완행시외버스였다. 경주시와 경주군이 통합하고 시내버스로 전환되었다.
- 부산 기장3

기장3번은 원래 고리원전까지 운행하던 노선이다. 서생역이 종점이던 715번과 1715번이 시경계를 넘어 기장군 장안읍 월내까지 연장되면서 기장3번도 시경계를 넘어 서생농협·서생면사무소까지 연장되었다.
- 양산 13(울산역~언양터미널~신평터미널)

언양터미널~부산동부터미널간 완행시외버스 노선이 1995년 8월 4일에 양산시내버스로 전환되면서 12번 번호가 부여되었다. 2001년에 부산동부터미널이 노포동 부산종합버스터미널로 이전하고 그자리에 롯데백화점 동래점이 세워졌지만 12번 노선은 변경되지 않았다. 13번은 울산역 개통과 함께 12번 노선을 계통분리하여 신설된 노선이다. 2016년 3월 1일 때 노선이 단축되어 양산역환승센터에서 울산역으로 바뀌게 되었다가 2021년 12월 1일 부로 12번의 종점이 언양터미널에서 신평터미널로 단축되고 13번의 기점이 양산역환승센터에서 신평터미널로 단축되었다.
- 양산 2100·2300(노포역~울산시외버스터미널)

2003년에 푸른교통이 운행하던 부산종합버스터미널~울산시외버스터미널간 시외버스 51대 중 4대가 시내버스로 전환되면서 2100번이 신설되었는데, 경상남도가 울산광역시와는 아무런 협의없이 인가한 것이 문제가 되었다. 이것은 시외버스를 시내버스로 변경하는데 타 시·도와 협의하지 않아도 된다는 여객자동차운수사업법 시행규칙 제5조 제1항 제2호 라목의 규정을 이용한 것이었다. 이에 대해 울산시와 울산시내버스공동운수협의회가 반발, 건설교통부에 조정신청을 하고 행정심판 청구 및 행정소송을 제기하는 등 강력 대응하기로 하였으나, 패소하여 양산 2100번은 계속 운행하고있다. 이듬해 2004년에는 2300번이 신설되었는데, 이 노선은 범어사~울산터미널 노선이었으나 실제로는 노포역에서 종착하는 사실상 2100번의 증편이었다. 현재는 2300번도 노포역~울산터미널로 변경되었다.
여객자동차운수사업법 시행규칙 제5조 제1항 제2호 라목은 2004년 2월 28일에 개정되어 '관할 시·도구역밖에 운행계통이 걸쳐있는 시내버스운송사업 또는 농어촌버스운송사업으로의 변경을 제외한다'는 단서가 붙었다. 따라서 현재는 관계 시·도지사와 협의하지 않으면 시외버스를 시내버스로 형태전환할 수 없다.
- 양산 3000(양산역환승센터~울산역)

울산역 개통과 함께 양산시민의 KTX이용 편의를 위해 신설된 노선으로, 2020년 2월 3일부터 언양임시시외버스터미널을 경유한다. 예전에는 양산시외버스터미널에서 출발했지만 2017년 8월 중순에 양산역환승센터가 개통후 양산역환승센터에서 출발하게 되었다.
- 양산 3100(봉우아파트~울산역)

웅상지역 주민들의 울산역 접근성을 편리하게 하기 위해 2020년 1월 1일 부로 신설되었으며, 언양임시시외버스터미널을 경유한다.

### 운수 업체
- 시내·지선·마을버스

시내버스 7개, 지선버스 7개, 마을버스 6개, 마실버스 1개 업체가 있다. 2022년 12월 기준으로 총 928대가 등록되어있다.
| 업체명   | 업체명   | 면허대수 | 면허대수 | 면허대수 | 면허대수 | 면허대수 | 면허대수 | 면허대수 | 면허대수 | 면허대수 | 면허대수 | 면허대수 |
| 업체명   | 업체명   | 계       | 상용     | 상용     | 상용     | 상용     | 상용     | 예비     | 예비     | 예비     | 예비     | 예비     |
| 업체명   | 업체명   | 계       | 소계     | 일반     | 직행     | 좌석     | 중형     | 소계     | 일반     | 직행     | 좌석     | 중형     |
| -------- | -------- | -------- | -------- | -------- | -------- | -------- | -------- | -------- | -------- | -------- | -------- | -------- |
| 계       | 계       | 928      | 883      | 560      | 99       | 0        | 224      | 45       | 22       | 6        | 2        | 15       |
| 시내버스 | 시내버스 | 770      | 736      | 560      | 99       | 0        | 77       | 34       | 28       | 6        | 2        | 4        |
| 지선버스 | 지선버스 | 101      | 95       | 0        | 0        | 0        | 95       | 6        | 0        | 0        | 0        | 6        |
| 마을버스 | 마을버스 | 46       | 42       | 0        | 0        | 0        | 42       | 4        | 0        | 0        | 0        | 4        |
| 마실버스 | 마실버스 | 11       | 10       | 0        | 0        | 0        | 10       | 1        | 0        | 0        | 0        | 1        |

- 기타

태화공항리무진 · 울산시티투어버스

## 역사
울산에 자동차가 최초로 등장한 것은 1918년으로, 울산자동차부(蔚山自動車部)가 8인승 자동차를 도입하여 장생포~울산~언양~양산~물금역간을 1일 1회 왕복 운행하는 영업을 시작하였다. 그 후 울산~방어진, 울산~부산(동래)간에 자동차가 운행하기 시작하였다.
- 1968년 12월 2일 : 경진여객이 울산에서 처음 시내버스로 여객자동차 운송사업 면허를 취득해 운송을 개시하였다.
- 1969년 9월 28일 : 울산여객이 설립되었다.
- 1983년 3월 14일 : 울산시내버스공동운수협의회 결성
- 1987년 1월 1일 : 남성여객이 설립되었다.
- 1995년 1월 1일 : 울산시와 울산군이 통합하면서 울산군지역 시외버스 49개노선 70대가 시내버스로 전환되었다.[4]

| 업체     | 전환대상 | 전환대상 | 전환 전(시외버스) | 전환 전(시외버스) | 전환 전(시외버스) | 전환 전(시외버스) | 전환 후(시내버스) | 전환 후(시내버스) | 전환 후(시내버스) | 전환 후(시내버스) |
| 업체     | 전환대상 | 전환대상 | 직행              | 직행              | 완행              | 완행              | 좌석              | 좌석              | 일반              | 일반              |
| 업체     | 계통     | 차량     | 계통              | 차량              | 계통              | 차량              | 계통              | 차량              | 계통              | 차량              |
| -------- | -------- | -------- | ----------------- | ----------------- | ----------------- | ----------------- | ----------------- | ----------------- | ----------------- | ----------------- |
| 계       | 49       | 70       | 9                 | 20                | 40                | 50                | 27                | 55                | 22                | 15                |
| 대우여객 | 40       | 50       | 1                 | 1                 | 39                | 49                | 18                | 35                | 22                | 15                |
| 동부여객 | 2        | 3        | 1                 | 2                 | 1                 | 1                 | 2                 | 3                 | -                 | -                 |
| 경남버스 | 4        | 8        | 4                 | 8                 | -                 | -                 | 4                 | 8                 | -                 | -                 |
| 세원     | 2        | 8        | 2                 | 8                 | -                 | -                 | 2                 | 8                 | -                 | -                 |
| 한성여객 | 1        | 1        | 1                 | 1                 | -                 | -                 | 1                 | 1                 | -                 | -                 |

- 1995년 5월 5일 : 울주구(옛 울산군)지역 구간요금을 폐지하고 시내버스요금을 일반버스 430원(승차권 420원), 좌석버스 700원(고속도로경유 언양행 800원)으로 단일화하고 노선을 조정하였다.[5]
- 2001년 11월 30일 : 천연가스 버스 37대가 처음으로 도입되었다.
- 2002년 2월 19일 : 율리공영차고지가 준공되었다.
- 2002년 9월 1일 : 교통카드시스템(디지털울산카드)이 도입되었다.
- 2003년 3월 1일 : 울산시내버스 1단계 노선 전면개편 - 굴곡 · 장거리노선 단순화와 중복 · 유사노선의 통폐합 및 배차간격 단축 등이 이루어졌다.
- 2003년 3월 20일 : 경남버스가 울산시내버스 사업에서 철수하고, 513번(시외터미널~언양), 515번(시외터미널~석남사), 516번(시외터미널~방기)이 세원의 단독배차 노선이 되었다.
- 2003년 8월 15일 : 울산시내버스 2단계 노선 전면개편 - 지선버스 도입, 환승할인제 시행, 노선번호 체계 개선에 따라 모든 노선의 번호가 변경되었다.(총 112개 노선 - 일반 92개/좌석 11개/지선 9개)

| 개편 전 | 개편 후 | 개편 전 | 개편 후 | 개편 전 | 개편 후 | 개편 전 | 개편 후 | 개편 전  | 개편 후  |
| ------- | ------- | ------- | ------- | ------- | ------- | ------- | ------- | -------- | -------- |
| 1-1     | 107     | 18      | 744     | 43      | 112     | 318     | 708     | 지선버스 | 지선버스 |
| 1-2     | 401     | 19      | 462     | 47      | 712     | 319     | 718     | 921      | 921      |
| 2       | 117     | 20      | 402     | 48      | 422     | 320     | 728     | 신설     | 922      |
| 3       | 206     | 20-1    | 442     | 49      | 432     | 325     | 507     | 신설     | 923      |
| 4       | 216     | 21      | 205     | 50      | 503     | 326     | 517     | 924      | 924      |
| 5-1     | 127     | 22      | 225     | 51      | 215     | 331     | 527     | 90       | 941      |
| 6(306)  | 411     | 23      | 724     | 55      | 808     | 333     | 537     | 신설     | 942      |
| 7       | 111     | 24      | 412     | 56      | 827     | 345     | 817     | 신설     | 943      |
| 7-1     | 121     | 24-1    | 452     | 60      | 126     | 351     | 802     | 신설     | 951      |
| 7-2     | 131     | 24-2    | 722     | 62      | 715     | 361     | 308     | 신설     | 952      |
| 8       | 101     | 25      | 426     | 66      | 307     | 365     | 318     | 좌석버스 | 좌석버스 |
| 9       | 106     | 26      | 732     | 69      | 427     | 370     | 328     | 100      | 1401     |
| 10      | 116     | 27      | 704     | 71      | 114     | 371     | 338     | 102      | 1114     |
| 11      | 416     | 28      | 226     | 76      | 103     | 373     | 313     | 112      | 1104     |
| 12      | 246     | 29      | 407     | 77      | 405     | 377     | 323     | 122      | 1705     |
| 13      | 256     | 30      | 104     | 81      | 472     | 379     | 348     | 126      | 1402     |
| 14      | 266     | 33      | 102     | 302     | 421     | 381     | 303     | 127      | 1127     |
| 15      | 236     | 34      | 404     | 303     | 137     | 385     | 358     | 131      | 1124     |
| 16      | 403     | 35      | 406     | 305     | 337     | 387     | 368     | 162      | 1715     |
| 16-1    | 203     | 36      | 413     | 314     | 327     | 912     | 818     | 513      | 1703     |
| 17      | 705     | 37      | 714     | 315     | 317     | 922     | 415     | 515      | 1713     |
| 17-1    | 734     | 39      | 702     | 316     | 123     | 신설    | 113     | 516      | 1723     |
| 17-2    | 204     | 40      | 417     | 317     | 807     | 신설    | 208     |          |          |

- 2003년 9월 1일 : 후불제 교통카드 시행.
- 2004년 2월 18일 : 경진여객의 여객자동차 운송사업 면허가 취소되었다.
- 2004년 4월 30일 : 경진여객의 후속사업자로 공동운수협의회 5개사가 공동출자한 유진버스가 설립되었다. 유진버스는 울산에서 처음으로 단독노선제를 도입하였다. 그러나 구 경진여객 노조의 고용승계 및 신차출고 지연등의 문제로 첫 운행은 9월 8일에 205번에 2대, 1127번에 4대 등 총 6대를 투입하면서 이루어졌다.
- 2004년 10월 1일 : 환승할인제가 폐지되고 무료환승제가 시행되었다.
- 2004년 12월 9일 : 울산광역시 버스운송사업조합이 설립되어 경상남도버스운송사업조합에서 분리되었다. 2005년 1월 1일부터 정식 업무를 개시하였다.
- 2005년 2월 2일 : 지능형교통체계(ITS)가 구축되어 버스도착 안내 정보시스템이 처음으로 설치되었다. 당시 중구 태화로, 남구 중앙로, 삼산로에 총 51개의 단말기가 설치되었다.
- 2005년 4월 15일 : 저상버스 첫도입 - 울산여객과 학성버스가 401번에 각 1대씩 투입하였다.
- 2005년 5월 20일 : 꽃바위공영차고지가 준공되었다.
- 2005년 7월 1일 : 마을버스에 교통카드시스템이 도입되어 울산광역시의 모든 시내버스에서 교통카드 사용이 가능하게 되었다.
- 2008년 12월 : 울산 - 양산 광역버스정보시스템이 구축되어 시험운영을 시작했다. 2009년 1월부터 정식운영을 시작하였다.
- 2010년 11월 1일 : 울산역 개통과 함께 리무진(급행)버스가 도입되었다.
- 2011년 11월 10일 : 농소공영차고지가 준공되었다.
- 2013년 5월 1일 : 직행좌석버스가 도입되어 1137번 좌석버스가 직행좌석버스로 전환되었다.
- 2013년 9월 7일 : 1127번 좌석버스가 직행좌석버스로 전환되었다.
- 2014년 7월 11일 : 1703, 1713, 1723번 좌석버스가 직행좌석버스로 전환되었다.
- 2014년 10월 5일 : 1402, 1705번 좌석버스가 482, 705번 번호변경으로 도시형버스로 전환되었다
- 2015년 6월 8일 : 1104번 폐지, 이로써 좌석버스노선이 모두 폐지되었다.

## 사진

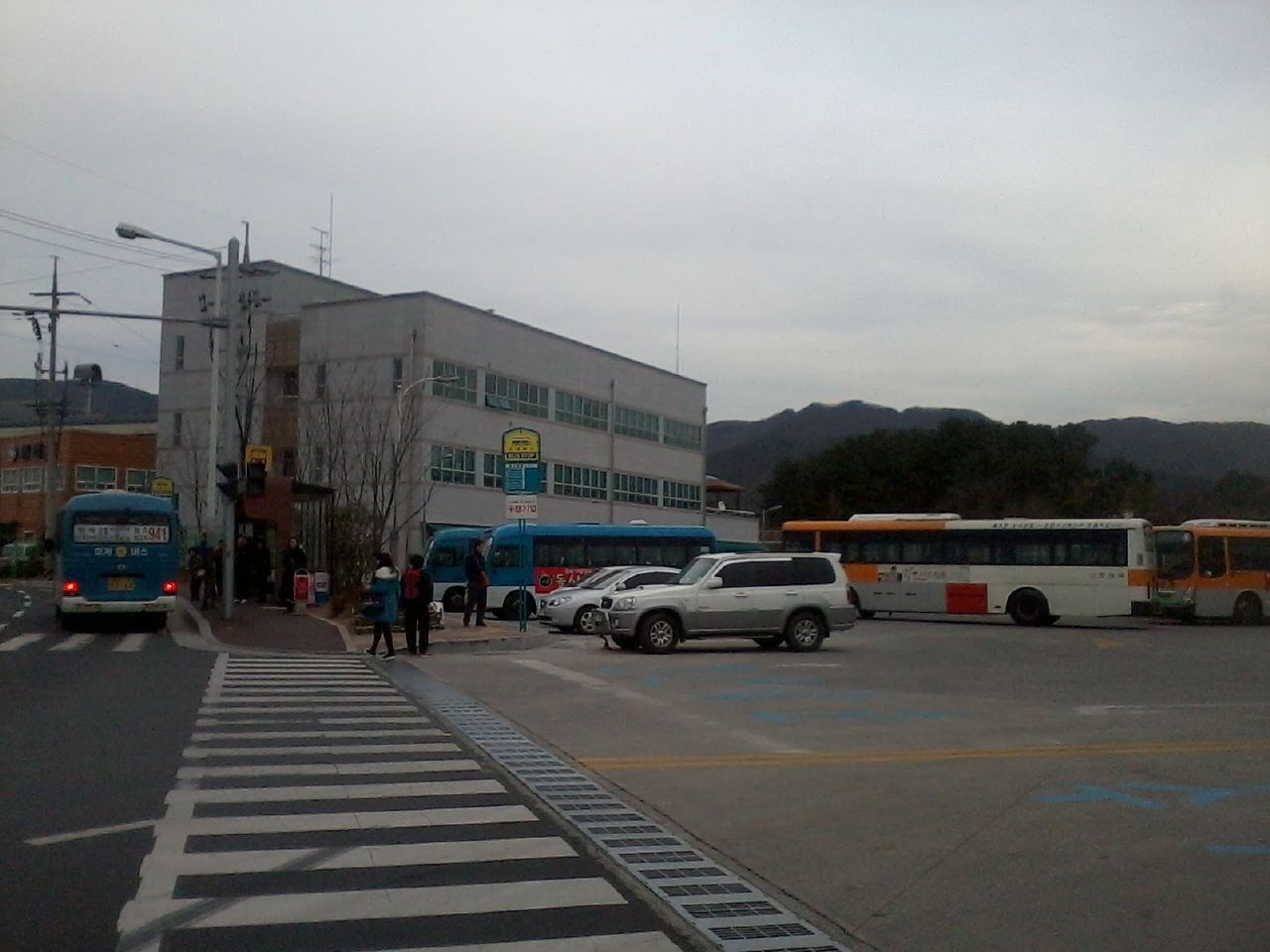
울산광역시 북구 창평동 농소공영차고지
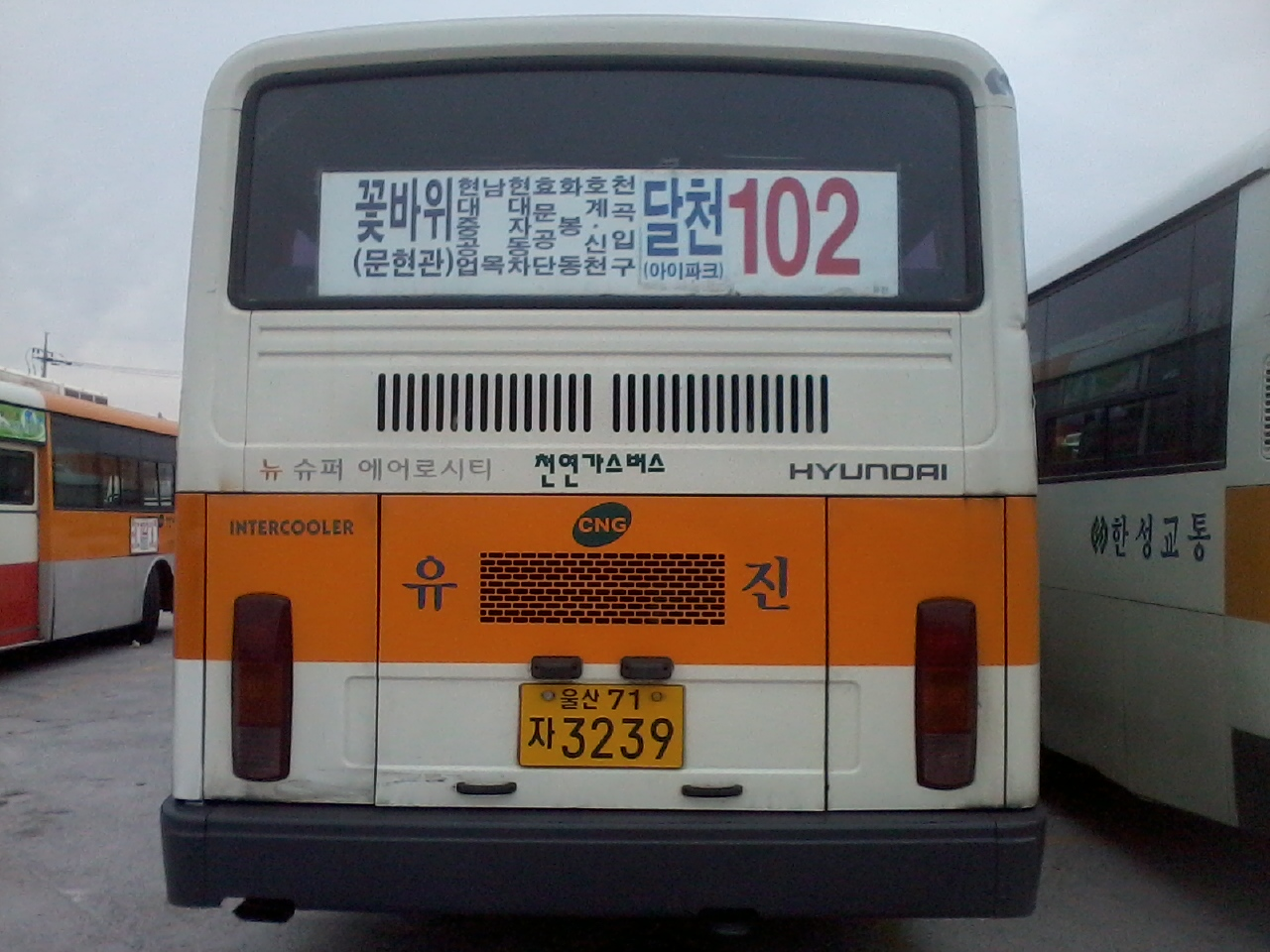
시내일반 102번 뒷면
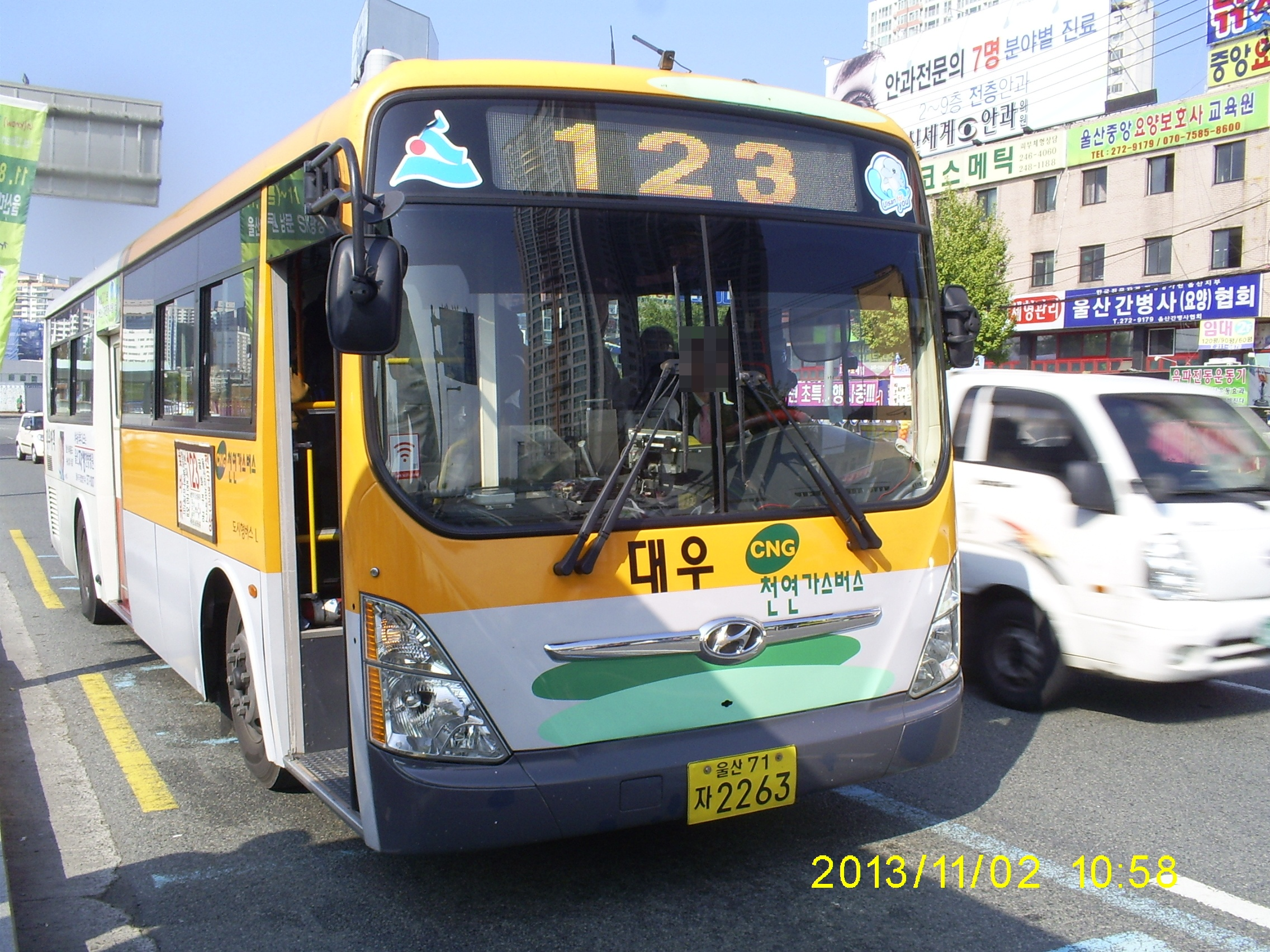
시내일반 123번
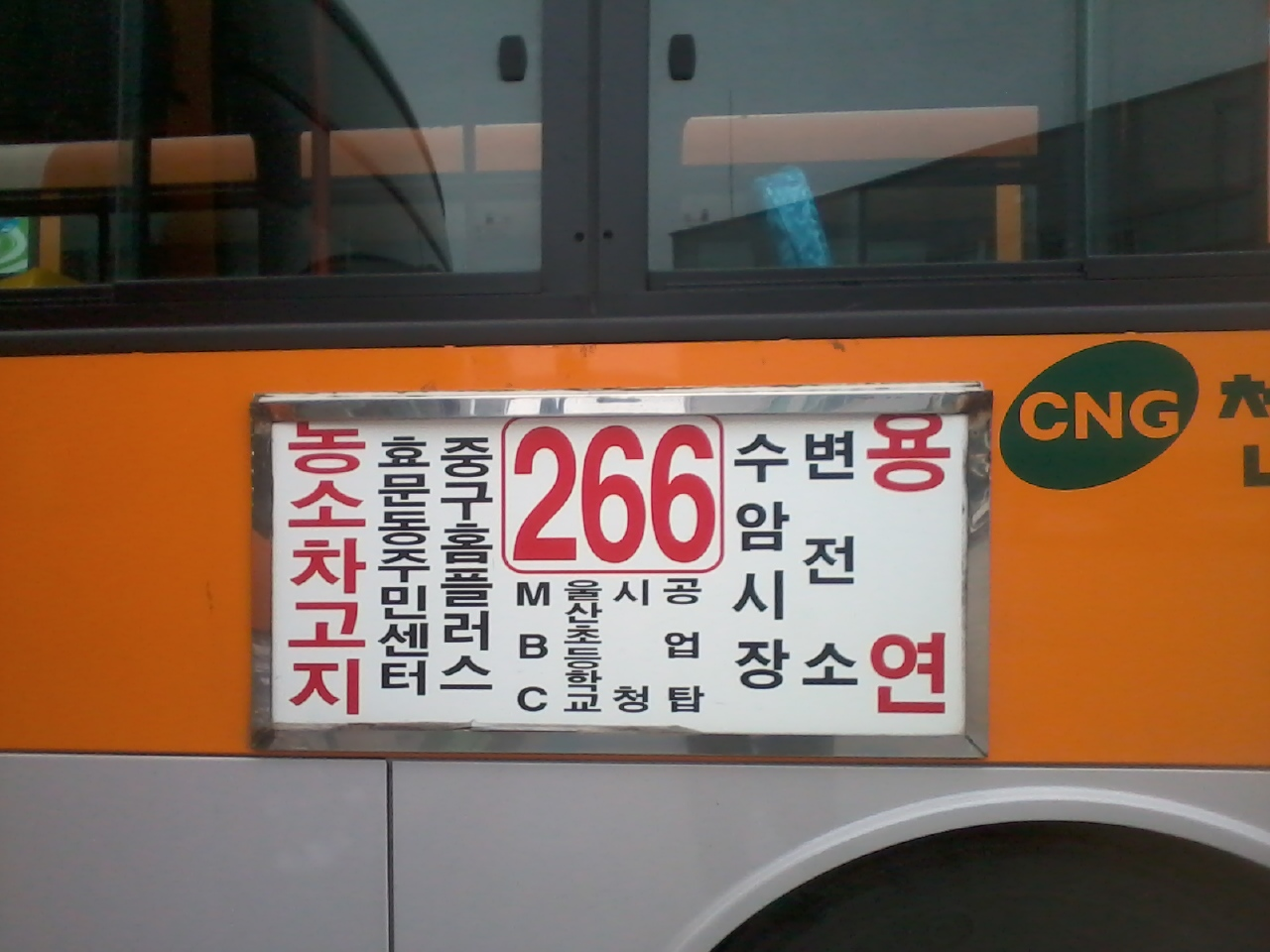
시내일반 266번, 측면 행선판
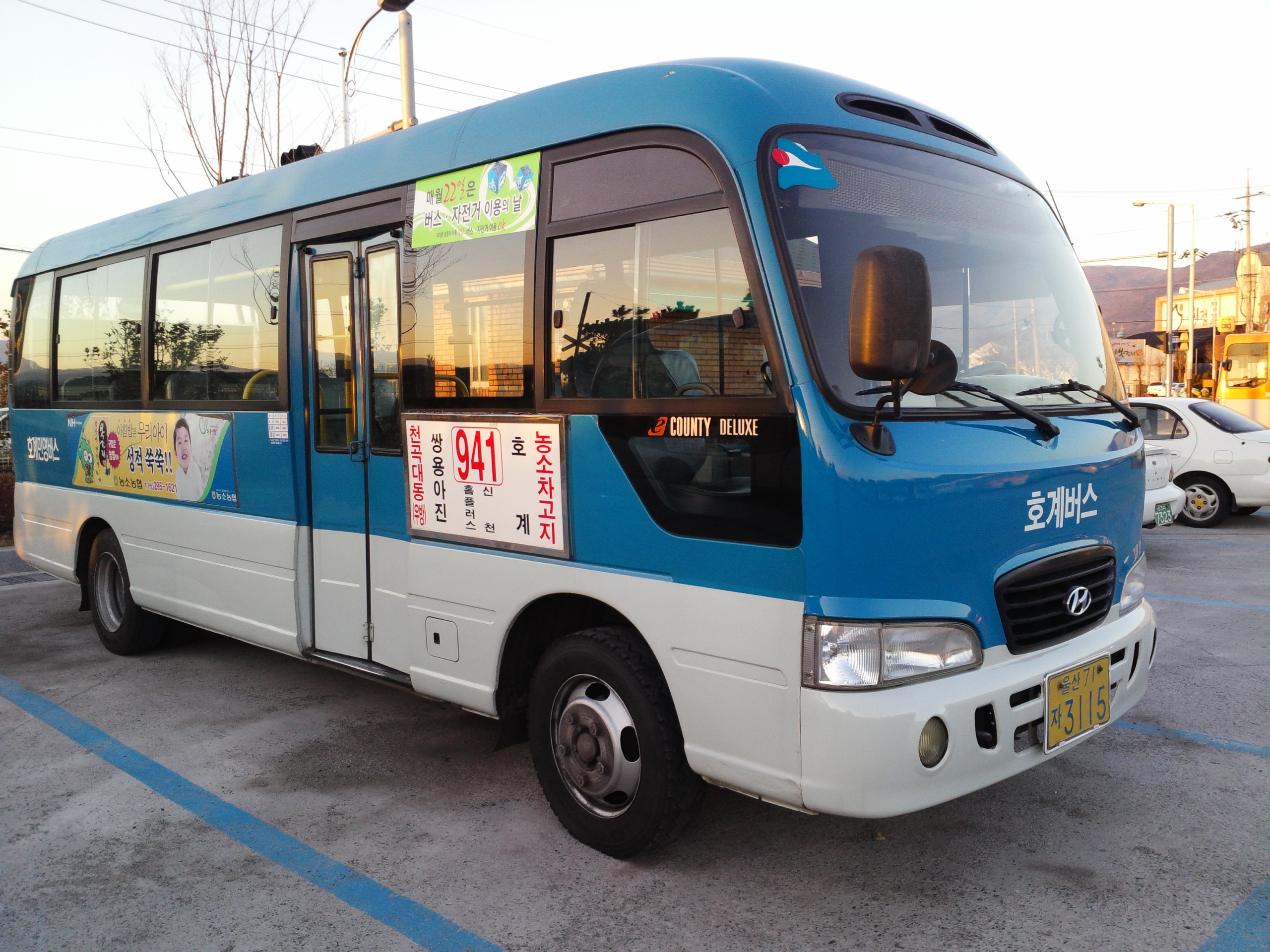
시내지선 941번
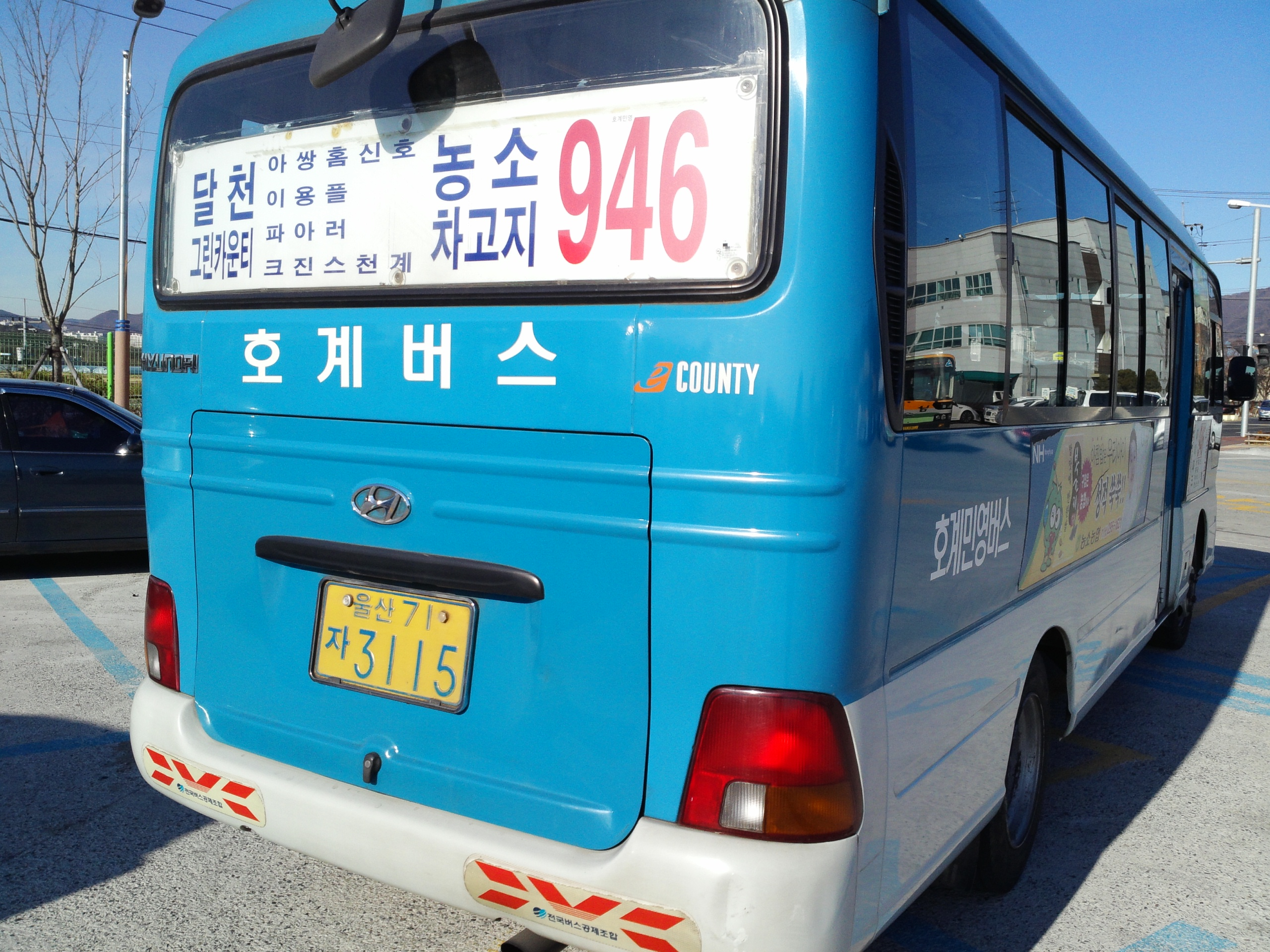
시내지선 946번
시내좌석 1124번 (현재 시내일반 133번 형간전환하여 대차)
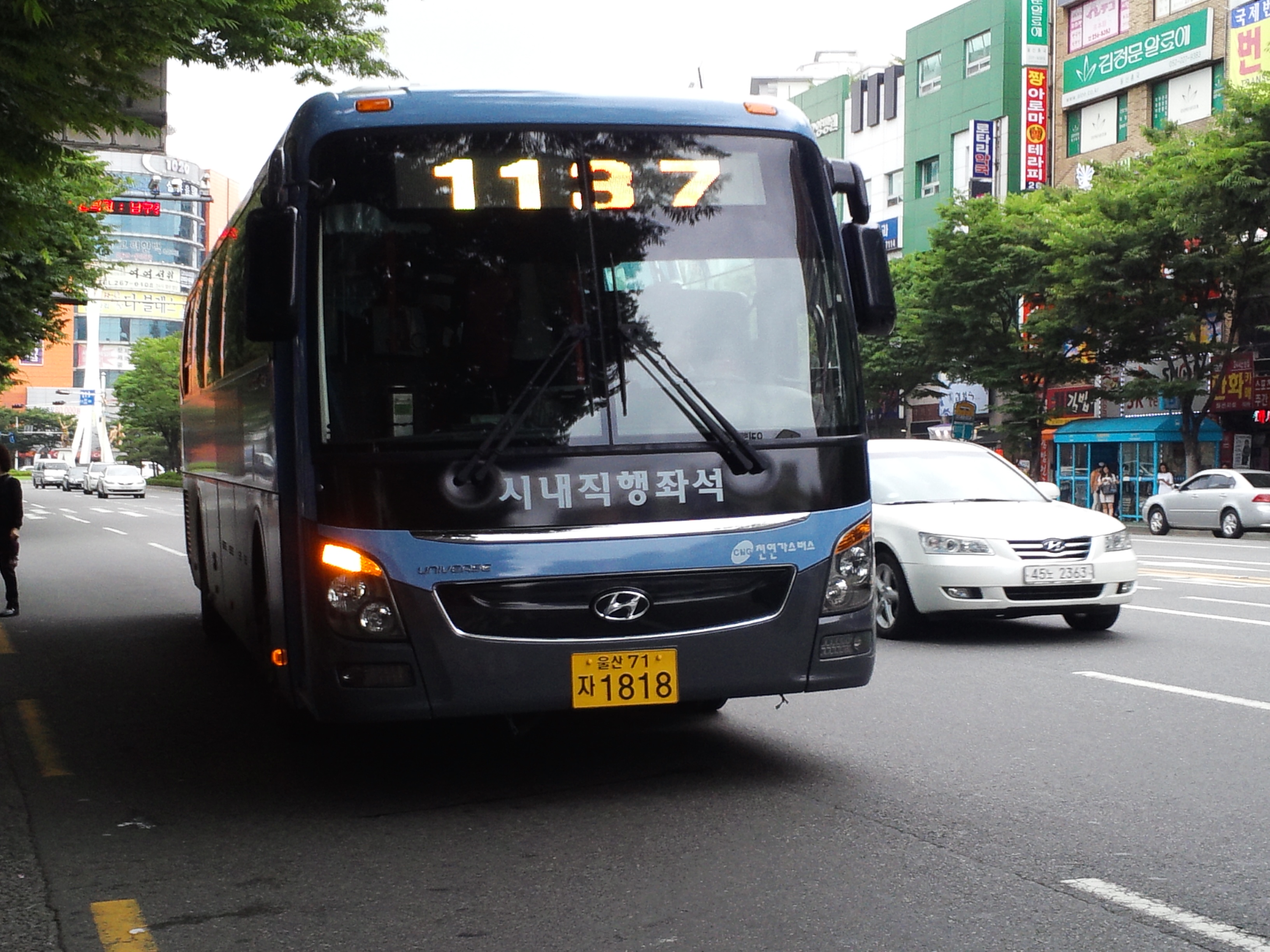
시내직행좌석 1137번
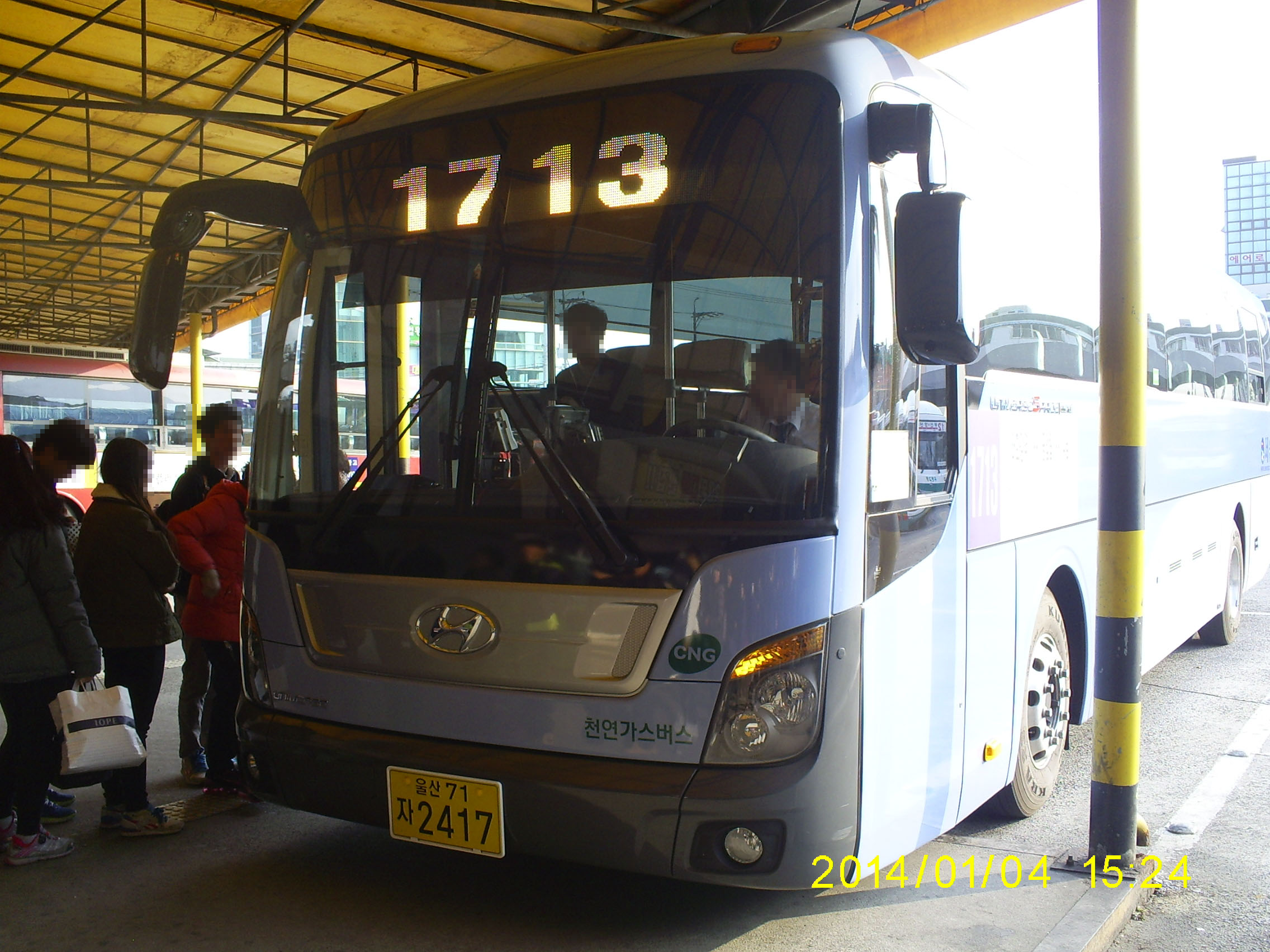
고급좌석 1713번
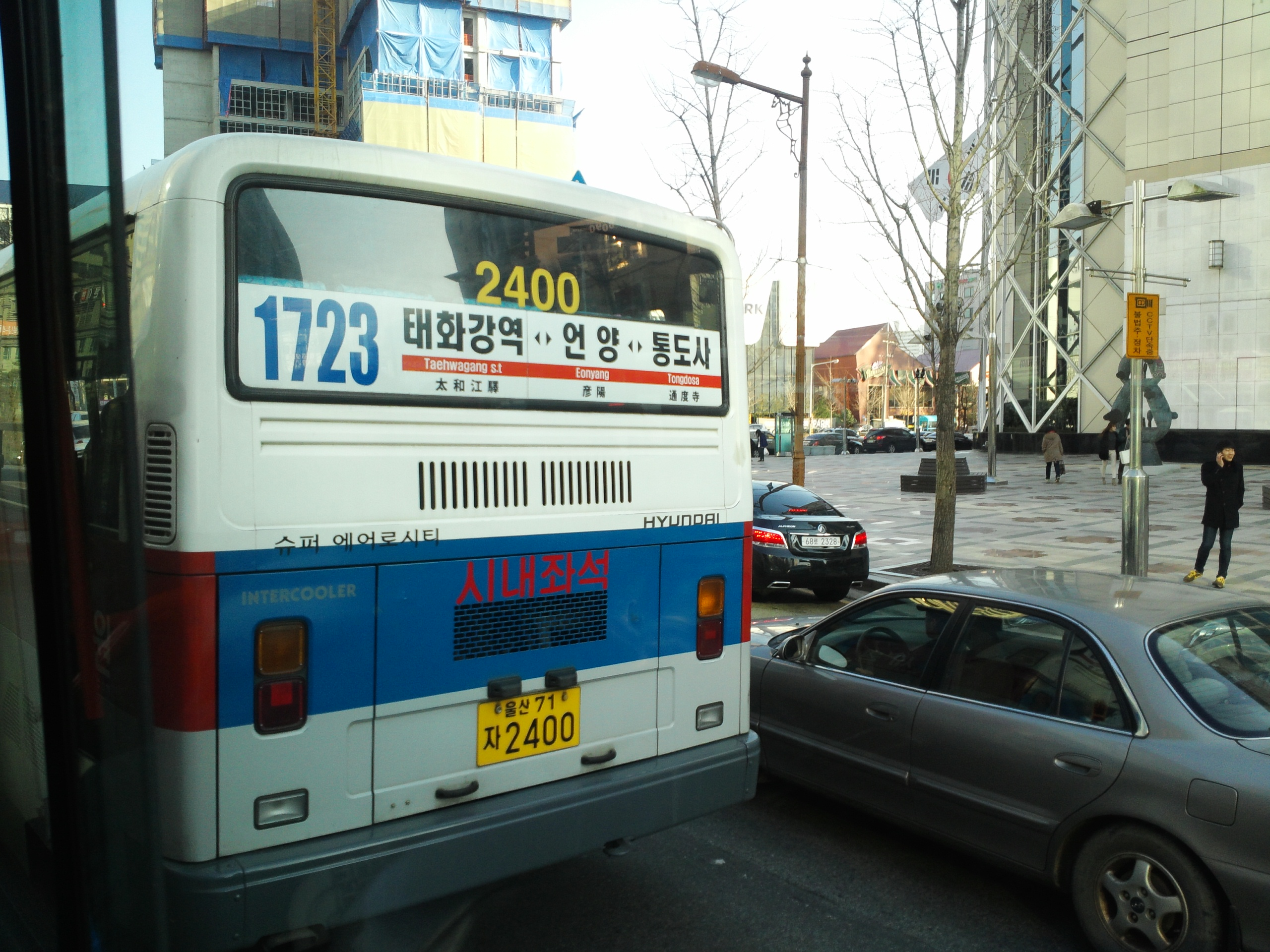
시내좌석 1723번 (현재 고급좌석차량 투입으로 인해 대차)
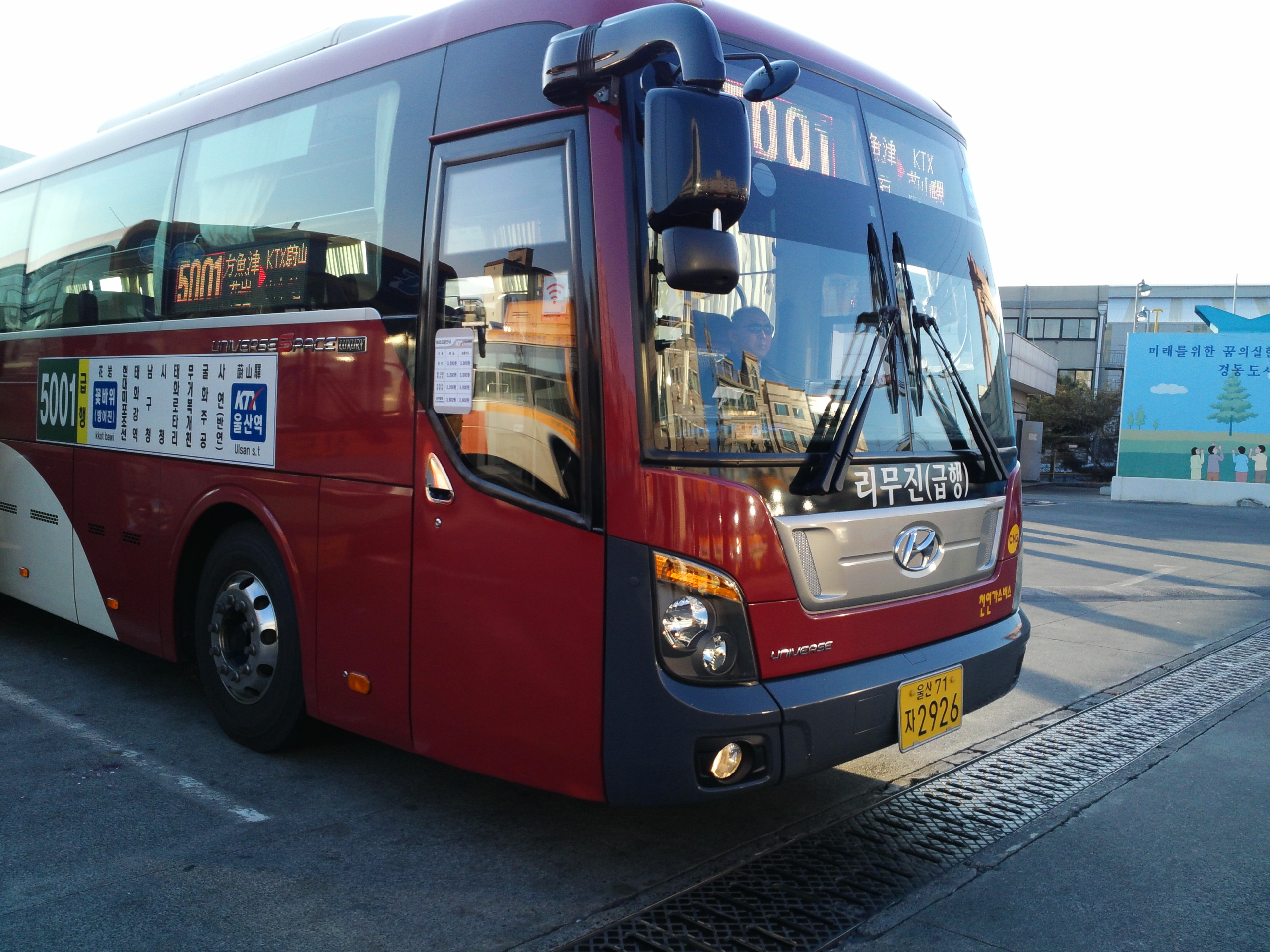
리무진(급행) 5001번
리무진(급행) 5005번, 뒷면

### 주해
1. ↑  2004년까지 사용되었던 서울시내버스도색이다.
2. ↑  본래 종점은 롯데캐슬(6)이었으나 2012년 1월 16일 이후 종점이 계속해서 변경되는 와중에도 노선번호는 바뀌지 않았다.
3. ↑  본래 종점은 변전소(6)였다. 2020년 7월 11일에 종점이 덕하차고지로 연장되었으나 노선번호는 바뀌지 않았다.
4. ↑  본래 종점은 변전소(6)였다. 2020년 7월 11일에 종점이 덕하차고지로 연장되었으나 노선번호는 바뀌지 않았다.
5. ↑  본래 종점은 변전소(6)였다. 2020년 7월 11일에 종점이 덕하차고지로 연장되었으나 노선번호는 바뀌지 않았다.
6. ↑  본래 기점은 율리(4)였다. 2018년 8월 1일에 기점이 태화강역으로 단축되었으나 노선번호는 변경되지 않았다.
7. ↑  본래 기점은 율리(4)였다. 2019년 8월 17일에 기점이 태화강역으로 단축되었으나 노선번호는 변경되지 않았다.
8. ↑  본래 기점은 율리(4)였다. 2020년 7월 11일에 기점이 덕하차고지로 연장되었으나 노선번호는 바뀌지 않았다.
9. ↑  본래 기점은 태화강역(7)이었다. 2017년 12월 30일에 기점이 율리로 연장되었으나 노선번호는 변경되지 않았다.
10. ↑  본래 기점은 태화강역(7)이었다. 2013년 11월 2일에 종점이 농소로 변경되었으나 노선번호는 변경되지 않았다.
11. ↑  본래 기점은 태화강역(7)이었다. 2020년 7월 11일에 기점이 덕하차고지로 변경되었으나 노선번호는 바뀌지 않았다.
12. ↑  본래 기점은 태화강역(7)이었다. 2020년 7월 11일에 기점이 덕하차고지로 변경되었으나 노선번호는 바뀌지 않았다.
13. ↑  본래 종점은 태화강역(7)이었다. 2020년 7월 11일에 종점이 덕하차고지로 변경되었으나 노선번호는 바뀌지 않았다.

### 인용
1. ↑  '리무진 좌석버스' 달린다
2. ↑  경남도 시외버스노선 일방 인가 울산시 반발
3. ↑  울산광역시청 홈페이지>버스택시>일반 현황
4. ↑  울산광역시의회사무처「제5회[임시회] 울산시의회 도시경제위원회 회의록」공용종합터미널추진현황보고의건, 1995년 3월 9일
5. ↑  울산광역시의회사무처「제7회[임시회] 울산시의회 도시경제위원회 회의록」시내버스노선확정시행에따른보고의건, 1995년 5월 4일